# Mazurcas (Chopin)
Frédéric Chopin compuso al menos 58 mazurcas, basadas en la danza tradicional polaca, durante los años 1825-1849. De las 58 mazurcas publicadas, 45 lo fueron durante la vida del compositor (de las cuales 41 tienen número de opus) y 13 de forma póstuma (de las que 8 tuvieron números de opus póstumos). 
La numeración de las 58 mazurcas publicadas normalmente va sólo hasta 51. Los restantes siete se mencionan por su clave o número de catálogo. La composición de estas mazurcas señaló nuevas ideas de nacionalismo e influyó e inspiró a otros compositores, en su mayoría de Europa oriental, para apoyar su música nacional.

## Orígenes
Chopin basó sus mazurcas en la danza folclórica tradicional polaca («mazur» en polaco). Sin embargo, aunque utilizó mazurcas tradicionales como modelo, fue capaz de transformar sus mazurcas en un género nuevo por completo, que llegó a ser conocido como un «género de Chopin».

## Composición
Chopin comenzó la composición de sus mazurcas en 1825 y continuó componiéndolas hasta 1849, el año de su muerte. El número de mazurcas que compuso en cada año varía, pero a lo largo de este periodo compuso constantemente este tipo de piezas.

## Arreglos
Pauline Viardot-García fue una amiga íntima de Chopin y de su amante, George Sand, y realizó una serie de arreglos a algunas de sus mazurcas y canciones, con su total aprobación. El compositor dio su experto asesoramiento a Viardot sobre estos arreglos, así como la manera que tenía ella de interpretar y canciones compuestas por ella misma. Chopin a su vez se benefició de los conocimientos de primera mano de ésta de la música española.

## Lista de mazurcas
| Número serie | Tonalidad              | Compuesta                  | Publicada            | Opus n.º            | Brown  | Kobylanska   | Chominski | Dedicatoria                               | Notas                                                                                     |
| ------------ | ---------------------- | -------------------------- | -------------------- | ------------------- | ------ | ------------ | --------- | ----------------------------------------- | ----------------------------------------------------------------------------------------- |
| -            | sol, si♭               | 1826                       | 1826                 | -                   | B. 16  | KK IIa/2-3   | S 1/2     |                                           | Versión revisada (las versiones originales fueron publicadas en 1875)                     |
| 1-4          | fa♯m, do♯m, mi, mi♭m   | 1830                       | 1832                 | Op. 6               | B. 60  |              |           | Condesa Pauline Plater                    |                                                                                           |
| 5-9          | si♭, la♭, fam, lam, do | 1830-31                    | 1832                 | Op. 7               | B. 61  |              |           | M. Johns de la Nouvelle-Orléans           | N.º 2 y 4 fueron versiones revisadas; la versión original del n.º 4 fue publicada en 1902 |
| 10-13        | si♭, mim, la♭, lam     | 1832-33                    | 1834                 | Op. 17              | B. 77  |              |           | Mlle. Lina Freppa                         |                                                                                           |
| 14-17        | solm, do, la♭, si♭m    | 1834-35                    | 1836                 | Op. 24              | B. 89  |              |           | Conde de Perthuis                         |                                                                                           |
| 18-21        | dom, sim, re♭, do♯m    | 1836-37                    | 1837                 | Op. 30              | B. 105 |              |           | Princesa Maria Czartoryska de Württemburg |                                                                                           |
| 22-25        | sol♯m, re, do, sim     | 1837-38                    | 1838                 | Op. 33              | B. 115 |              |           | Condesa Roza Mostowska                    |                                                                                           |
| 27           | mim                    | 1838 (28 de noviembre)     | 1840                 | Op. 41/2            | B. 122 |              |           |                                           |                                                                                           |
| 26, 28-29    | do♯m, si, la♭          | 1839 (julio)               | 1840                 | Op. 41/1, 3-4       | B. 126 |              |           | Étienne Witwicki                          |                                                                                           |
| 50           | lam                    | 1840 (verano)              | 1841                 | -                   | B. 134 | KK IIb/4     | S 2/4     |                                           | Notre temps; en "Six Morceaux de salon"                                                   |
| 51           | lam                    | 1840                       | 1841                 | -                   | B. 140 | KK IIb/5     | S 2/5     | Émile Gaillard                            | En "Album de pianistes polonais"                                                          |
| 30-32        | sol, la♭, do♯m         | 1841-42                    | 1842                 | Op. 50              | B. 145 |              |           | Leon Szmitkowski                          |                                                                                           |
| 33-35        | si, do, dom            | 1843                       | 1844                 | Op. 56              | B. 153 |              |           | Catherine Maberly                         |                                                                                           |
| 36-38        | lam, la♭, fa♯m         | 1845 (junio–julio)         | 1846                 | Op. 59              | B. 157 |              |           |                                           |                                                                                           |
| 39-41        | si, fam, do♯m          | 1846 (principios de otoño) | 1847                 | Op. 63              | B. 162 |              |           | Condesa Laura Czosnowska                  |                                                                                           |
| 42, 44       | sol, do                | 1835                       | 1855                 | Op. postum. 67/1, 3 | B. 93  |              |           | Anna Mlokosiewicz                         |                                                                                           |
| 45           | lam                    | 1846                       | 1855                 | Op. postum. 67/4    | B. 163 |              |           |                                           |                                                                                           |
| 43           | solm                   | 1849 (verano)              | 1855                 | Op. postum. 67/2    | B. 167 |              |           |                                           |                                                                                           |
| 47           | lam                    | 1827                       | 1855                 | Op. postum. 68/2    | B. 18  |              |           |                                           |                                                                                           |
| 48           | fa                     | 1829                       | 1855                 | Op. postum. 68/3    | B. 34  |              |           |                                           | Citas para canción popular "Oj, Magdalino"                                                |
| 46           | do                     | 1829                       | 1855                 | Op. postum. 68/1    | B. 38  |              |           |                                           |                                                                                           |
| 49           | fam                    | 1849 (verano)              | 1855                 | Op. postum. 68/4    | B. 168 |              |           |                                           | "Última composición de Chopin"; publicada por primera vez de forma incompleta en 1855     |
| -            | do                     | 1833                       | 1870                 | -                   | B. 82  | KK IVb/3     | P 2/3     |                                           |                                                                                           |
| -            | re                     | 1829                       | 1875                 | -                   | B. 31  | KK IVa/7     | P 1/7     |                                           | Fuertemente revisada en 1832 (véase B. 71, KK IVb/2; rev. vers. pub. 1880)                |
| -            | re                     | 1832                       | 1880                 | -                   | B. 71  | KK IVb/2     | P 1/7     |                                           | Una versión fuertemente revisada de B.31, KK IVa/7                                        |
| -            | si♭                    | 1832 (24 de junio)         | 1909                 | -                   | B. 73  | KK IVb/1     | P 2/1     | Alexandrine Wolowska                      |                                                                                           |
| -            | re                     | 1820 (?)                   | 1910 (20 de febrero) | -                   | B. 4   | KK Anh. Ia/1 | la 1/1    |                                           | "Mazurek"; dudosa                                                                         |
| -            | la♭                    | 1834 (julio)               | 1930                 | -                   | B. 85  | KK IVb/4     |           |                                           |                                                                                           |
| -            | ?                      | "Principios"               | -                    | -                   | -      | KK Vf        |           |                                           | "Varias mazurcas"; perdida                                                                |
| -            | re                     | 1826 (?)                   | -                    | -                   | -      | KK Ve/5      |           |                                           | Mencionada en la literatura; MS desconocida                                               |
| -            | sol                    | 1829 (22 de agosto)        | ?                    | -                   | -      | -            |           |                                           | Arreglo para el poema de Ignac Macicowski                                                 |
| -            | ?                      | 1832                       | -                    | -                   |        | KK Vc/2      |           |                                           | Mencionada en una carta de Chopin datada el 10 de septiembre de 1832                      |
| -            | ?                      | 1832 (14 de septiembre)    | -                    | -                   |        | KK Ve/7      |           |                                           | Enumerada en un catálogo de subasta, París, 1906                                          |
| -            | si♭                    | 1835                       | -                    | -                   |        | KK Ve/4      |           |                                           | MS vendido en París, 20 de junio de 1977                                                  |
| -            | ?                      | 1846 (hacia diciembre)     | -                    | -                   | -      | KK Vc/4      |           |                                           | Mencionada en una carta de Chopin                                                         |
| -            | la, rem                | ?                          | -                    | -                   | -      | KK VIIb/7-8  |           |                                           | Allegretto y Mazurca; MS vendido en París el 21 de noviembre de 1974                      |
| -            | si♭m                   | ?                          | -                    | -                   | -      | KK Anh. Ib   |           |                                           | Dudosa                                                                                    |
| -            | ?                      | ?                          | -                    | -                   | -      | KK Ve/8      |           |                                           | Mencionada en la correspondencia de 1878 entre Breitkopf & Hartel e Izabela Barczinska    |
| -            | ?                      | ?                          | -                    | -                   | -      | KK Ve/6      |           | Mme Nicolai                               | Mencionada en una nota de Augener to C.A. Spina 21 de mayo de 1884                        |